# 나도은조롱
나도은조롱(Marsdenia tomentosa)은 상록의 여러해살이풀이다. 높이는 1-3m 정도인데, 줄기의 아랫부분은 단단한 나무질로 되어 있다. 잎은 마주 달리며, 거의 원형이고 윤이 난다. 꽃은 황백색으로, 7-8월경에 잎겨드랑이로부터 산형꽃차례를 이루면서 달린다. 열매는 골돌이다. 주로 남쪽 섬 지역의 나무 그늘에서 자라며, 한국에서는 전라남도 거문도 등지에 분포하고 있다.

## 참고 자료
- 이 문서에는 다음커뮤니케이션(현 카카오)에서 GFDL 또는 CC-SA 라이선스로 배포한 글로벌 세계대백과사전의 내용을 기초로 작성된 글이 포함되어 있습니다.